# Västra Oxtjärnen, Ångermanland
Västra Oxtjärnen är en sjö i Kramfors kommun i Ångermanland och ingår i Ångermanälven-Gådeåns kustområde.